# Senele Dlamini
Senele Dlamini (* 1. April 1992 in Lobamba) ist eine eswatinische Schwimmerin, die sich auf die Disziplinen Freistil und Rückenschwimmen spezialisiert hat. Sie vertrat ihr Land bei den Olympischen Sommerspielen 2008 in Peking und kam über 50 m Freistil unter die besten 65 Schwimmerinnen.
Dlamini erhielt von der FINA eine Universaleinladung, um bei den Olympischen Spielen als einzige Schwimmerin ihres Landes über 50 m Freistil anzutreten. Im vierten Durchgang unterbot Dlamini als Außenschwimmerin die 28-Sekunden-Marke und belegte mit einer persönlichen Bestzeit von 28,70 den zweiten Platz, blieb aber mehr als eine halbe Sekunde hinter der Siegerin Ximene Gomes aus Mosambik zurück. Dlamini verpasste den Einzug ins Halbfinale, da sie in den Vorläufen den 61. Platz von insgesamt 92 Schwimmerinnen belegte.